# Meistersinger

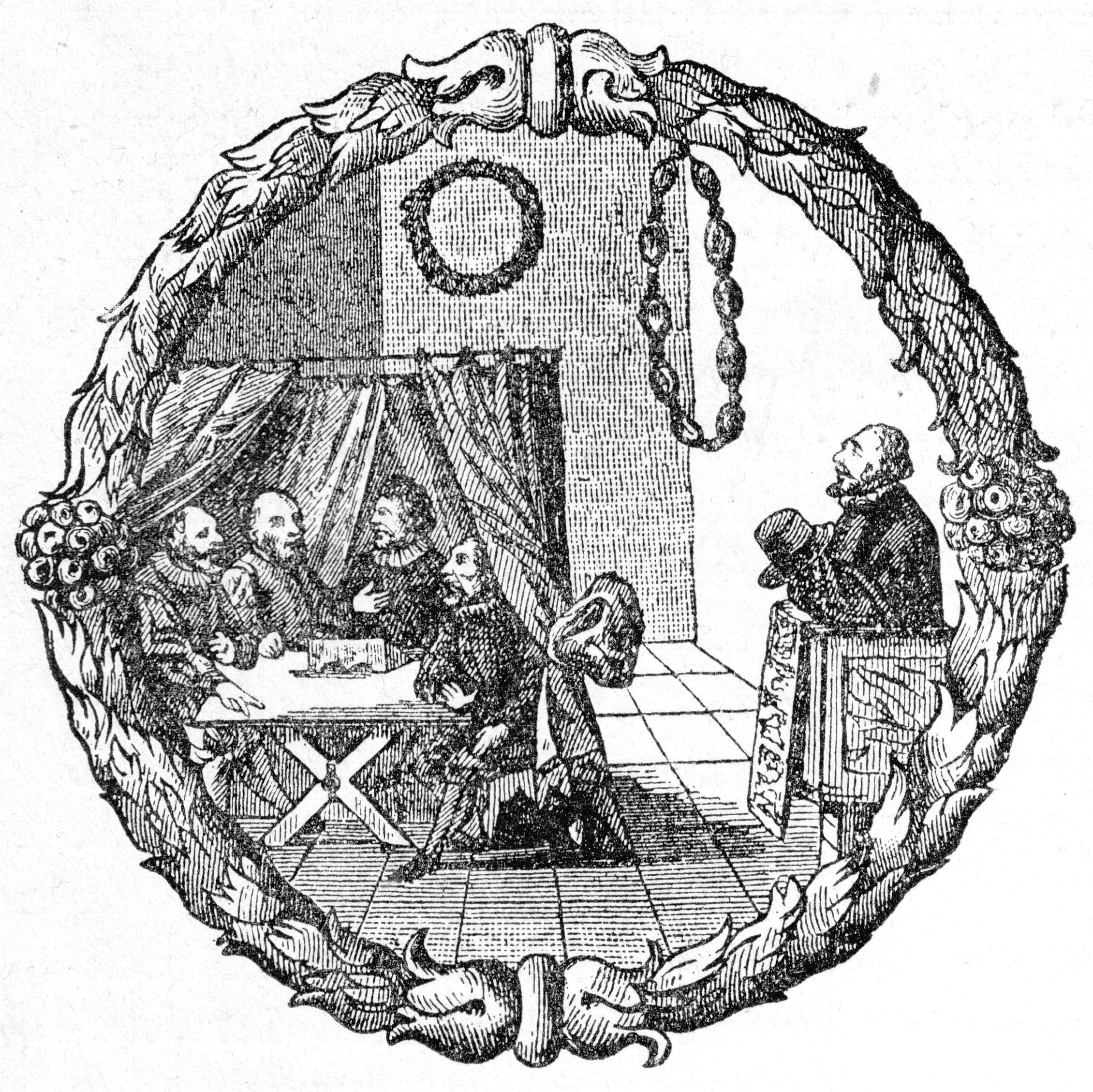
Meistersinger und Preisrichter (1600)

Die Meistersinger (auch Meistersänger) waren bürgerliche Dichter und Sänger im 15. und 16. Jahrhundert, die sich zunftartig zusammenschlossen. Die Dichtungen und Melodien des Meistersangs (oder Meistergesangs) leiteten sich aus dem Minnesang ab und gehorchten strengen Regeln. Unter den Künstlern überwogen die Handwerksmeister, doch zählten auch Priester, Lehrer und Juristen dazu.

## Künstlerische Organisation

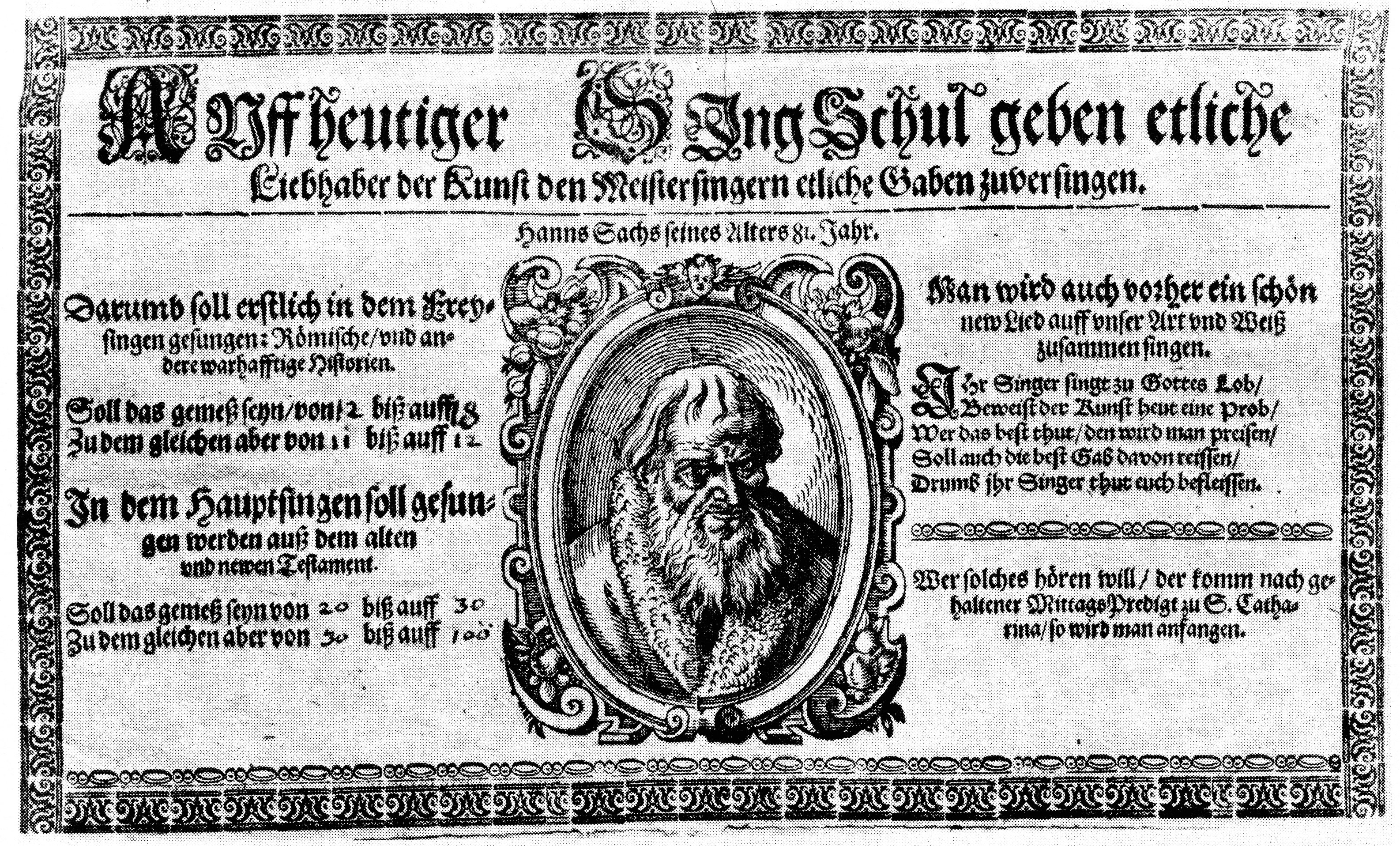
Einladung zu einem Treffen der Nürnberger Meistersinger aus dem späten 16. Jahrhundert

Der Gesang, seine Vers- und strophige Struktur (und anfangs auch Lautenbegleitung) wurden an Meistersinger-Schulen gelehrt. Die Sängerzunft unterschied dabei die Grade Schüler, Schulfreund, Singer, Dichter und verlieh erst nach Approbation eines Meisterliedes den Meistertitel. Als Patron wurde der biblische Psalmist König David verehrt.
Die Zentren der Meistersinger waren Augsburg, Nürnberg sowie Straßburg und Frankfurt am Main, doch gab es solche Musikgilden von Handwerkern z. B. auch in Oberösterreich und Tirol, im Elsass, in Danzig, Breslau oder Prag. Die regelmäßigen Zusammenkünfte fanden meist in der Kirche oder im Rathaus statt, später auch als so genannte „Zeche“ in Wirtshäusern. Dabei wurden die Dichtungen vorgetragen und von der Gildenleitung („Merker“) nach den Regeln der Tabulatur beurteilt. Zu Meistern konnten nur Dichter ernannt werden, die eine neue Melodie („Ton“, Weise) erfanden und völlig fehlerlos vortrugen. In Nürnbergs Marthakirche hatten sie eine eigene Bühne.
Die Regeln des Meistergesangs sollten Hilfe bieten und zu kompositorischer Tätigkeit anregen, wurden aber immer enger ausgelegt. Diese Tendenz wurde 1868 von Richard Wagner in seiner Oper Die Meistersinger von Nürnberg karikiert – vor allem in der Person des strengen Stadtschreibers Beckmesser, dessen Name zum Synonym für Pedanterie wurde.
Die Lieder hatten ein festes Schema, die Barform: Stollen-Stollen-Abgesang. Häufig war auch die Sonderform des Reprisenbars A A B A, bei dem der Stollen ganz oder teilweise am Ende des Abgesangs wiederholt wurde.
Johann Christoph Wagenseil (1633–1705) schrieb 1697 das Werk Von der Meister-Singer Holdseligen Kunst, in dem viele Namen von Nürnberger Meistersingern überliefert sind.

## Herausragende Meister
- Muskatblüt, ca. 1380 bis nach 1438
- Bernkopf, genannt Frauenzucht, um 1431, der den Tod des Philipp von Ingelheim und anderer Pfälzer Ritter in der Schlacht von Bulgnéville von 1431 besang
- Hans Rosenplüt, „der Schnepperer“: Schmied und Büchsenmeister in Nürnberg, ca. 1400 bis 1460, schrieb Fastnachtsspiele, Weingrüße, Schwänke und das Lobgedicht auf Nürnberg
- Michael Beheim: tätig u. a. in Wien, 1416–1474, 3 Chroniken, u. a. Das Buch von den Wienern (1462–65 bei Kaiser Friedrich III.) und eine Satire über Fürst Dracula
- Hans Folz (Foltz): Arzt und Barbier in Nürnberg, ca. 1438–1513, schrieb auch Fastnachtsspiele, reformierte 1480 den Nürnberger Meistergesang und förderte dadurch die künstlerische Vielfalt. Zur Blütezeit um 1500 hatte Süddeutschland über 250 Meistersänger.
- Hans Sachs (1494–1576): Schuster in Nürnberg und Dramatiker; vielseitigster Dichter seiner Zeit, über 4000 Lieder, 1800 Gedichte und etwa 200 Dramen. Seine Meistersinger-Bände werden im Zwickauer Stadtarchiv aufbewahrt. In Wagners Oper wird er gegenüber anderen Meistersingern als positiv dargestellt durch Aufgeschlossenheit gegenüber neuen Formen der Dichtung unter Würdigung der Tradition.
- Jörg Schechner (1500–1572) war anfangs ein Anhänger der Augsburger Täuferbewegung; von ihm sind 21 Lieder erhalten und ein Meisterton (Reisige Freudweis), den später Hans Sachs für mindestens 11 seiner Lieder übernahm.[2]
- Jörg Wickram: Goldschmied, Gerichtsschreiber, Buchhändler 1505–1562 (?), Ehrentitel „Hans Sachs vom Kaiserstuhl“. Gründet 1546 die Meistersinger-Schule Colmar, vielseitige Barockliteratur, Rollwagenbüchlin 1555 (Reprint 1966), Reisegeschichten für lange Kutschfahrten
- Cyriacus Spangenberg: Straßburger Theologe 1528–1604, und sein Sohn Wolfhart Spangenberg 1570–1636?, Lehrbuch Singschul 1615 sowie Hs. Von der Musica, Singekunst oder Meistergesang (beide repr. in: W. Spangenberg Sämtl. Werke)
- Lorenz Wessel (* 1529; † nach 1576): 1553 in Magdeburg, 1557 in Moosburg an der Isar, 1562 in Steyr und Waidhofen an der Ybbs, 1568, 1570 in Wien, 1570 in Mistelbach an der Zaya (Niederösterreich) und 1573 in Wien, Kürschner, 46 Meisterlieder bekannt, 40 erhalten, stellte die Steyer und Iglauer Tabulatur auf
- Adam Puschman: Breslau 1532–1600, Gymnasiallehrer, lernte bei Sachs
- Johann Spreng: Augsburg 1524–1601, Notar ab 1594, übersetzte Homer
- Peter Heiberger: Nagler in Steyr, ca. 1550–1600, zwei Liedersammlungen
- Paulus Freudenlechner: ca. 1550–1616, Singschulen Wels und Eferding in Oberösterreich, umfangreiche Handschrift von Meisterliedern, 1691–93 Breslau
- Benedict von Watt 1569–1616, schrieb um 1610 das Meistergesangbuch (mit Hans Winter, † 1627)
- Ambrosius Metzger 1573–1632, Magister in Nürnberg. Metamorphosis Ovidij in Meisterthoene gebracht

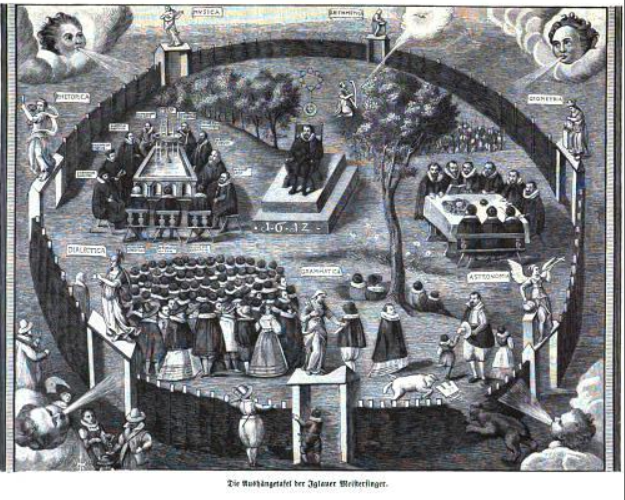
Die „zwölf alten Meister“ (links oben), Johann Weidhofer, Iglauer Postenbrief 1612

In der Traditionsbildung der Meistersinger galten die „Zwölf alten Meister“ des Minnesangs als Vorbild, deren genaue Auflistung variiert. Nach einer Katalogstrophe des Lupold Hornburg gehörten zu ihnen: Walther von der Vogelweide, Wolfram von Eschenbach, Neidhart, Heinrich von Meißen (Frauenlob), Konrad von Würzburg, Der Marner, Regenbogen, Ehrenbote, Reinmar von Zweter, Bruder Wernher, Friedrich von Sonnenburg und Boppe. Auch die vier „gekrönten Meister“ waren Vorbilder: neben den bereits genannten Heinrich von Meißen (Frauenlob), Regenbogen und dem Marner war dies Heinrich von Mügeln.
Die Meisterlieder sind in etwa 120 Handschriften des 15. bis 19. Jahrhunderts überliefert. Die Kolmarer Liederhandschrift (Mainz um 1480) enthält etwa 900 Liedertexte und 105 Melodien. Obwohl die Publikation von Meistergesängen eigentlich unerwünscht war, trugen die Meistergesänge entscheidend zur Überlieferung von Volksliedern bei, z. B. im Lochamer-Liederbuch um 1450.
Die Singschule von Nürnberg wurde 1770 aufgelöst, die in Ulm und Memmingen folgten 50 bis 100 Jahre später, als die Männergesangsvereine aufkamen, die in gewisser Weise eine Fortsetzung darstellten. Die letzte Vereinigung von Meistersingern wurde 1872 in Memmingen aufgelöst. Der letzte aktive Meistersinger starb 1922 in Memmingen.

## Rezeption im 19. Jahrhundert

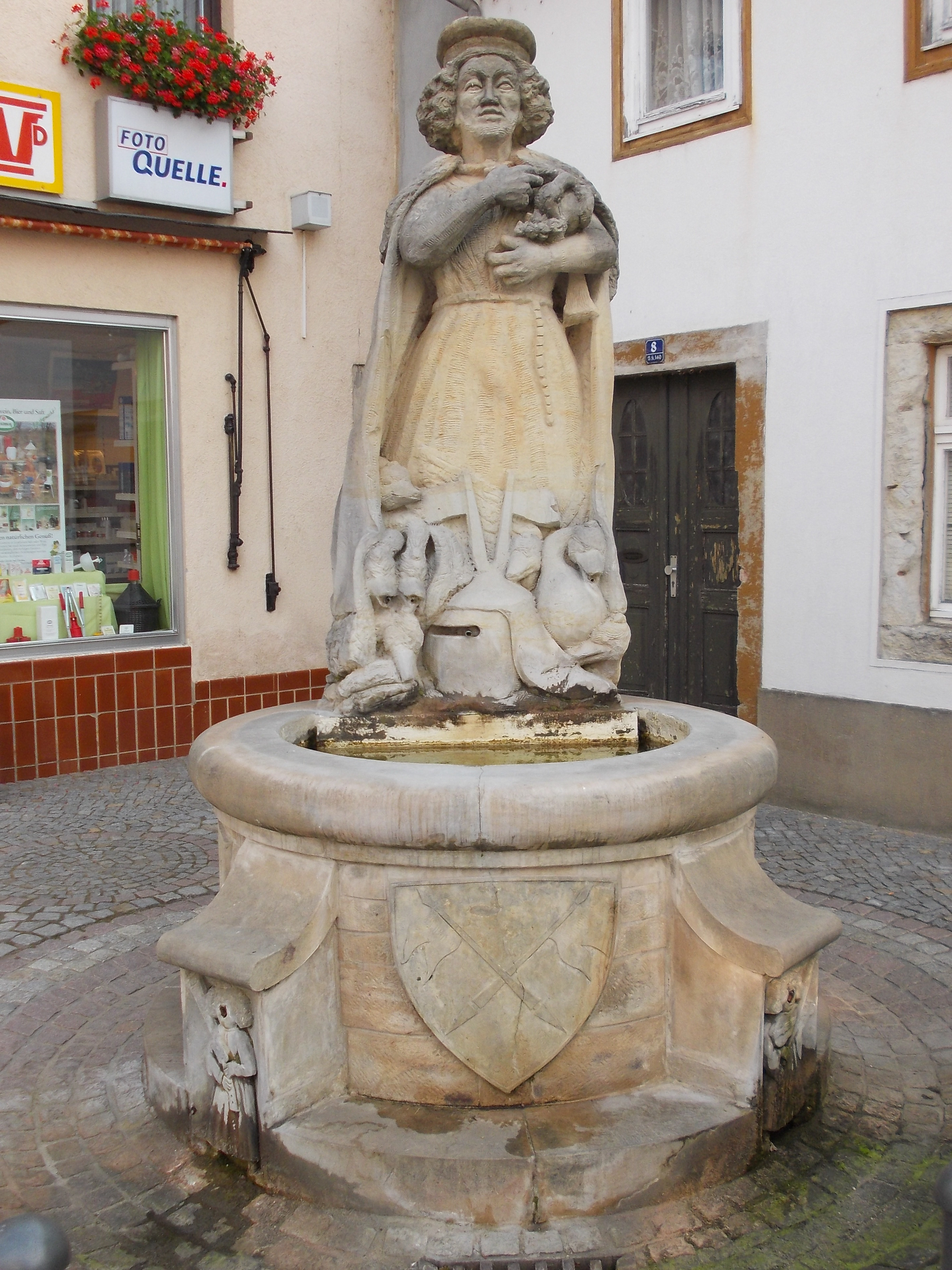
Dem Meistersinger Heinrich von Mügeln gewidmeter Brunnen in Mügeln

- E. T. A. Hoffmanns Erzählung Meister Martin der Küfner und seine Gesellen aus den Serapionsbrüdern thematisiert den Wettstreit im Meistergesang in Nürnberg.
- Johann Ludwig Deinhardsteins Schauspiel Hans Sachs (UA 1827) war die Basis für Albert Lortzings Oper Hans Sachs (UA 1840), die Hans Sachs letztendlich im Wettstreit gegen den Meistersinger Eoban Hesse siegen lässt.
- Richard Wagners 1868 uraufgeführte Oper Die Meistersinger von Nürnberg basiert hauptsächlich auf Wagenseils Werk und ist die bekannteste Adaption. Wagners Erklärung des Bars (I. Akt, 3. Szene und III. Akt, 2. Szene) ist allerdings historisch unkorrekt.[5]